# Partició de l'Índia

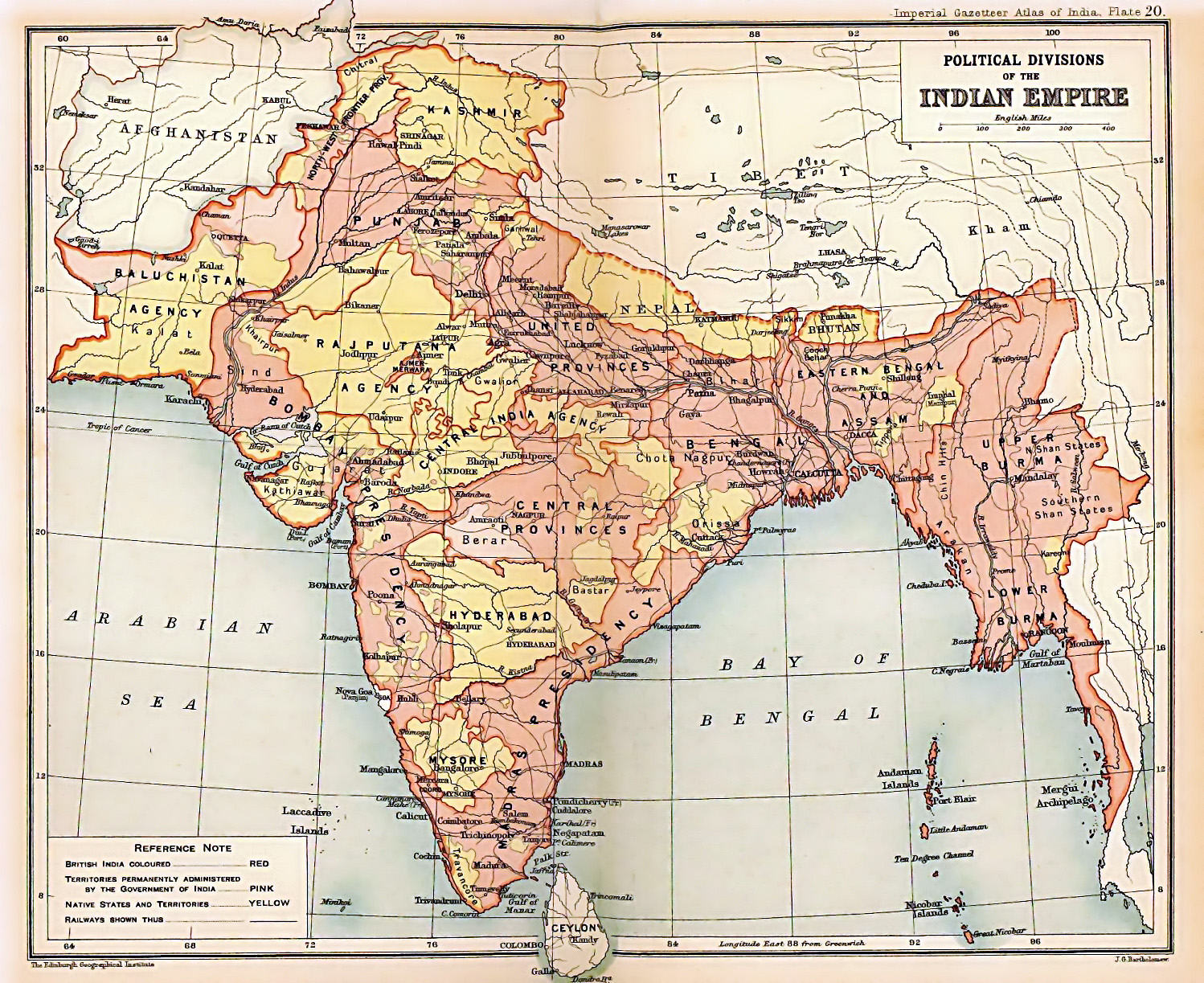
Imperi britànic a l'Índia el 1909

La Partició de l'Índia (en hindi भारत का विभाजन, en urdú تقسیمِ بھارت Taqsim-e-Bharat, en panjabi ਭਾਰਤ ਦਾ ਬਟਵਾਰਾ Bhārat dā ban̐ṭvārā, en bengalí ভারত বিভাজন Bhārot bibhajon) fou la partició de l'Índia Britànica sobre la base d'una demografia de tipus religiós que conduí a la creació, el 15 d'agost de 1947, dels estats sobirans del Domini del Pakistan (posteriorment República Islàmica del Pakistan i la República Popular de Bangladesh) i la secular Unió de l'Índia (posteriorment República de l'Índia).
A principis de 1946 es van convocar noves eleccions a l'Índia en les quals el Congrés va obtenir victòries electorals en vuit de les onze províncies, tanmateix, les negociacions entre el Congrés i la Lliga Musulmana van ensopegar amb la partició. Mohammed Ali Jinnah va proclamar el 16 d'agost de 1946 com el Dia d'Acció Directa demanant un estat musulmà separat del Pakistan. L'endemà, els disturbis hindús-musulmans van esclatar a Calcuta i es van estendre ràpidament per l'Índia. Més tard aquell any, el govern laborista a Gran Bretanya, financerament esgotat per la recentment conclosa Segona Guerra Mundial, va decidir posar fi al domini britànic de l'Índia i, a principis de 1947, Gran Bretanya va anunciar la seva intenció de transferir el poder a tot tardar el juny de 1948. Tot i que el govern de l'Índia i el Congrés es van veure sacsejats pel curs dels esdeveniments, i després d'ofertes fracassades per formar coalicions, un Jawaharlal Nehru reticentment donava suport a la partició de l'Índia, segons un pla llançat pels britànics 3 de juny de 1947.
La partició va ser promulgada en l'Acta d'independència índia de 1947 i va tenir com a conseqüència la dissolució de l'Imperi Indi Britànic. La partició desplaçà fins a 12,5 milions de persones en l'anterior Imperi indi britànic, amb una estimació de pèrdua de vides humanes que varia des de diversos centenars de milers fins a un milió. La naturalesa violenta de la partició creà una atmosfera d'hostilitat i sospita mútua entre l'Índia i el Pakistan que infesta la seva relació fins a l'actualitat.
La partició de l'Índia incloïa la divisió geogràfica de la província de Bengala de l'Índia Britànica en Bengala Oriental, que esdevindria part del Domini del Pakistan (des de 1956 Pakistan Oriental). Bengala Occidental esdevindria part de l'Índia, i una partició similar de la província del Panjab esdevindria el Panjab Occidental (posteriorment Panjab pakistanès i Territori de la Capital Islamabad) i el Panjab Oriental (posteriorment el Panjab Indi, Haryana i Himachal Pradesh). L'acord de partició també incloïa la divisió dels actius estatals, incloent-hi el Servei Civil Indi, l'Exèrcit indi britànic, la Reial Marina Índia, el ferrocarril i el tresor central i altres serveis administratius.
En l'etapa posterior a la partició, els principats de l'Índia, que havien quedat sols per l'Acta d'Independència, van poder triar si accedien a l'Índia, al Pakistan, o bé romanien fora d'ells. on tots s'incorporarien a un altre dels nous dominis, en tots els casos mitjançant la signatura, per part del governant, d'un instrument d'adhesió. La tria entra Índia i Pakistan que va fer Jammu i Caixmir va conduir a la Guerra Indopakistanesa de 1947 immediatament després de la partició i van esdevenir part del territori en disputa. Des d'aleshores hi ha hagut altres guerres i conflictes entre l'Índia i el Pakistan Com a resultat de la Guerra d'Alliberament de Bangladesh i la Guerra indopakistanesa de 1971, el Pakistan Oriental va esdevenir l'estat independent de Bangladesh el 1971.

## Pakistan i Índia
Dos estats independents van veure la llum a la mitjanit del 15 d'agost de 1947. Les cerimònies per a la transferència de poder es van celebrar un dia més tard a Karachi, en aquella època capital del nou estat del Pakistan, per tal que l'últim virrei, Lluís Mountbatten, pogués assistir tant a la cerimònia de Karachi com a la de Delhi. Tanmateix, una altra raó per a aquest acord era evitar que semblés que el Pakistan s'estava secessionant d'una Índia sobirana. Per aquest motiu, el Pakistan celebra el seu dia de la independència el 14 d'agost, mentre que l'Índia el celebra el 15 d'agost (Dia de la Independència de l'Índia).

## Rerefons

### Darreries delseglexixi principis del segle XX
La Lliga Musulmana s'havia format a Dhaka el 1906 per musulmans que es mostraven recelosos de la majoria hindú del Congrés Nacional Indi. Es queixaven que els membres musulmans no tenien els mateixos drets que els membres hindús. Es van proposar una sèrie d'escenaris diferents en diversos moments. Entre els primers que van plantejar la demanda d'un estat separat es trobava l'escriptor/filòsof Muhammad Iqbal, que, en el seu discurs presidencial a la convenció de 1930 de la Lliga Musulmana, digué que una nació separada per a musulmans era essencial dins un altrament subcontinent dominat per l'hinduisme.
L'Assemblea Sindh aprovà una resolució que ho convertia en demanda el 1935. Iqbal, Jouhar i altres llavors van treballar durament per tal d'unir a la causa Muhammad Ali Jinnah, que fins aleshores havia treballat per a la unitat entre hindús i musulmans, per tal de liderar el moviment per a aquesta nació nova. Pels volts de 1930, Jinnah s'havia començat a desesperar amb el destí de les comunitats minoritàries en una Índia unida i havia començat a sostenir que els partits principals, com el Congrés, del qual en fou una vegada un membre, eren insensibles als interessos musulmans.
La decisió comunal de 1932 que semblava que amenacés la posició de musulmans en províncies de majoria d'hindú, va catalitzar el ressorgiment de la Lliga Musulmana, amb Jinnah al capdavant. Tanmateix, la Lliga no se'n sortí a les eleccions provincials de 1937, la qual cosa demostrava el manteniment de les forces locals i conservadores en aquella època.

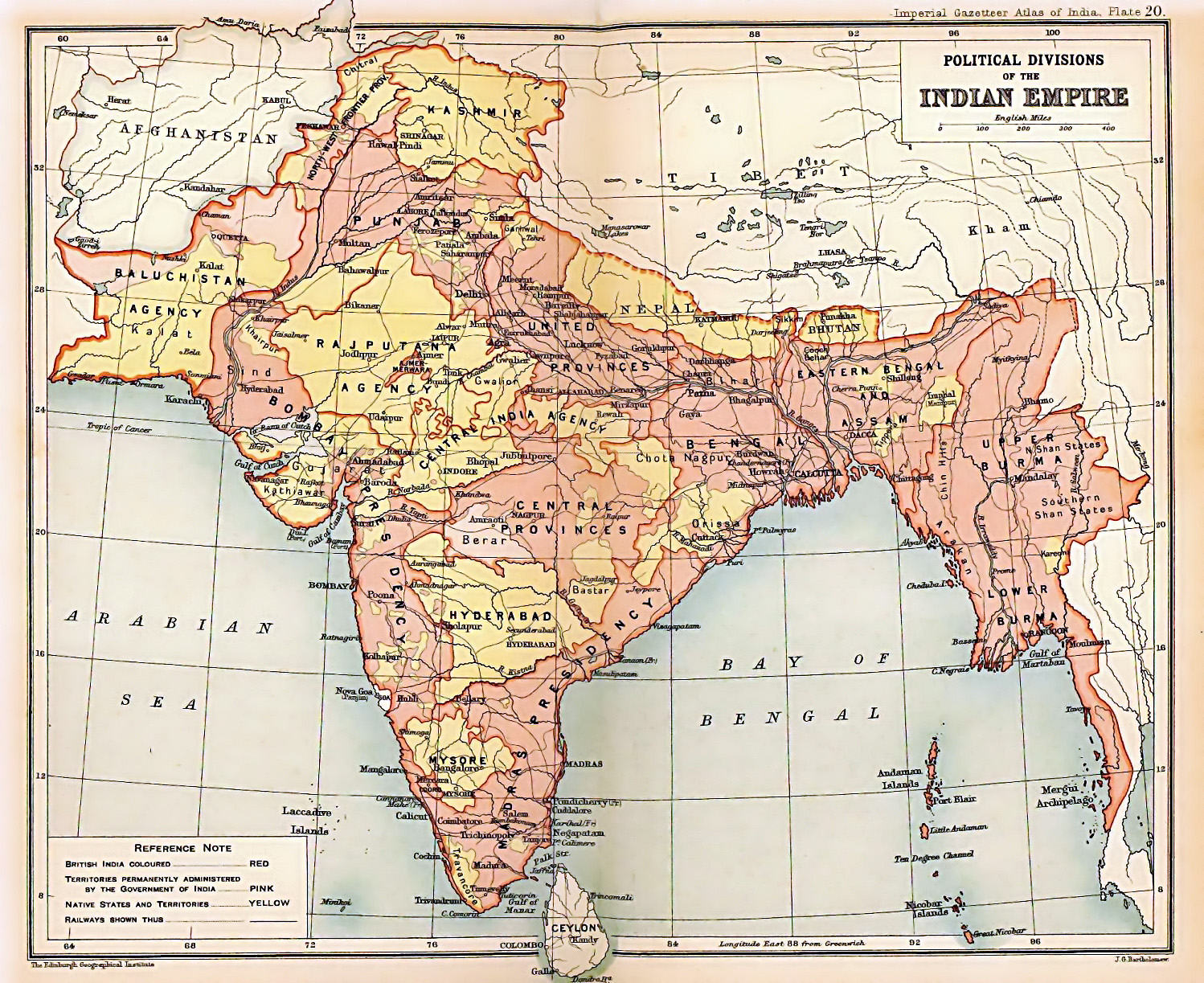
Mapa de l'Imperi Indi Britànic el 1909.
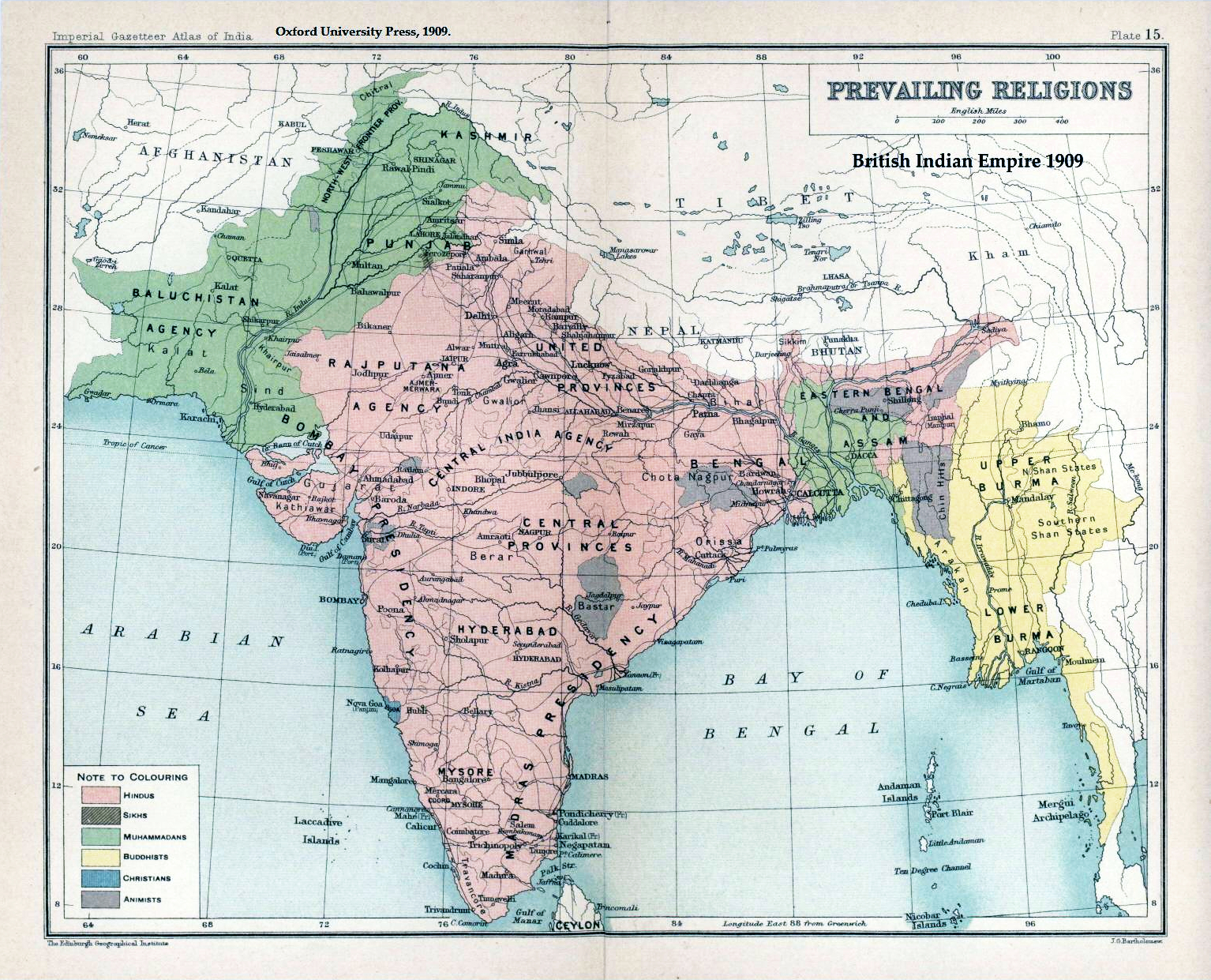
1909 Religions prevalentment majoritàries per a districtes diferents; mapa de l'Imperi Indi Britànic.
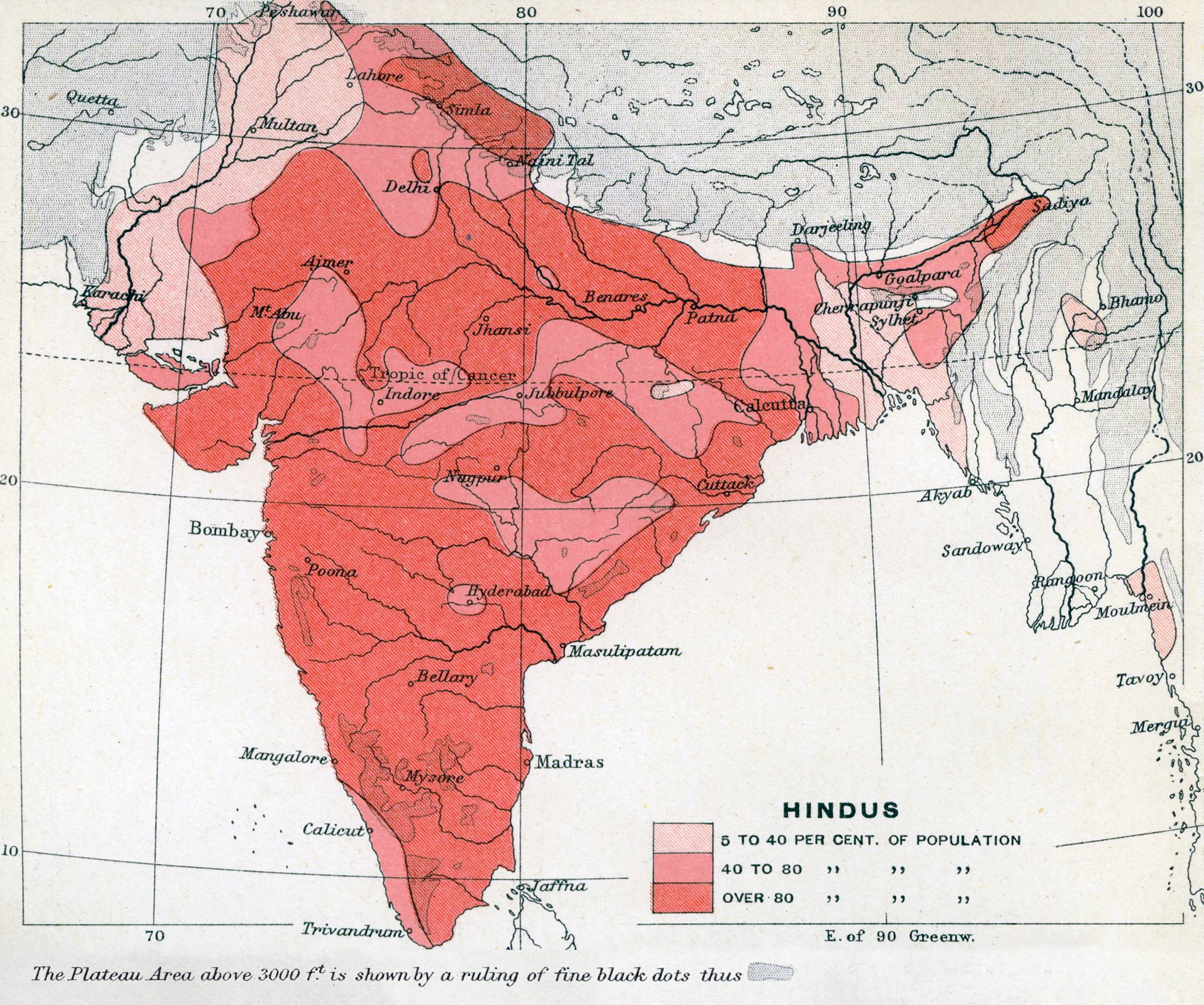
Percentatge d'hindús el 1909.
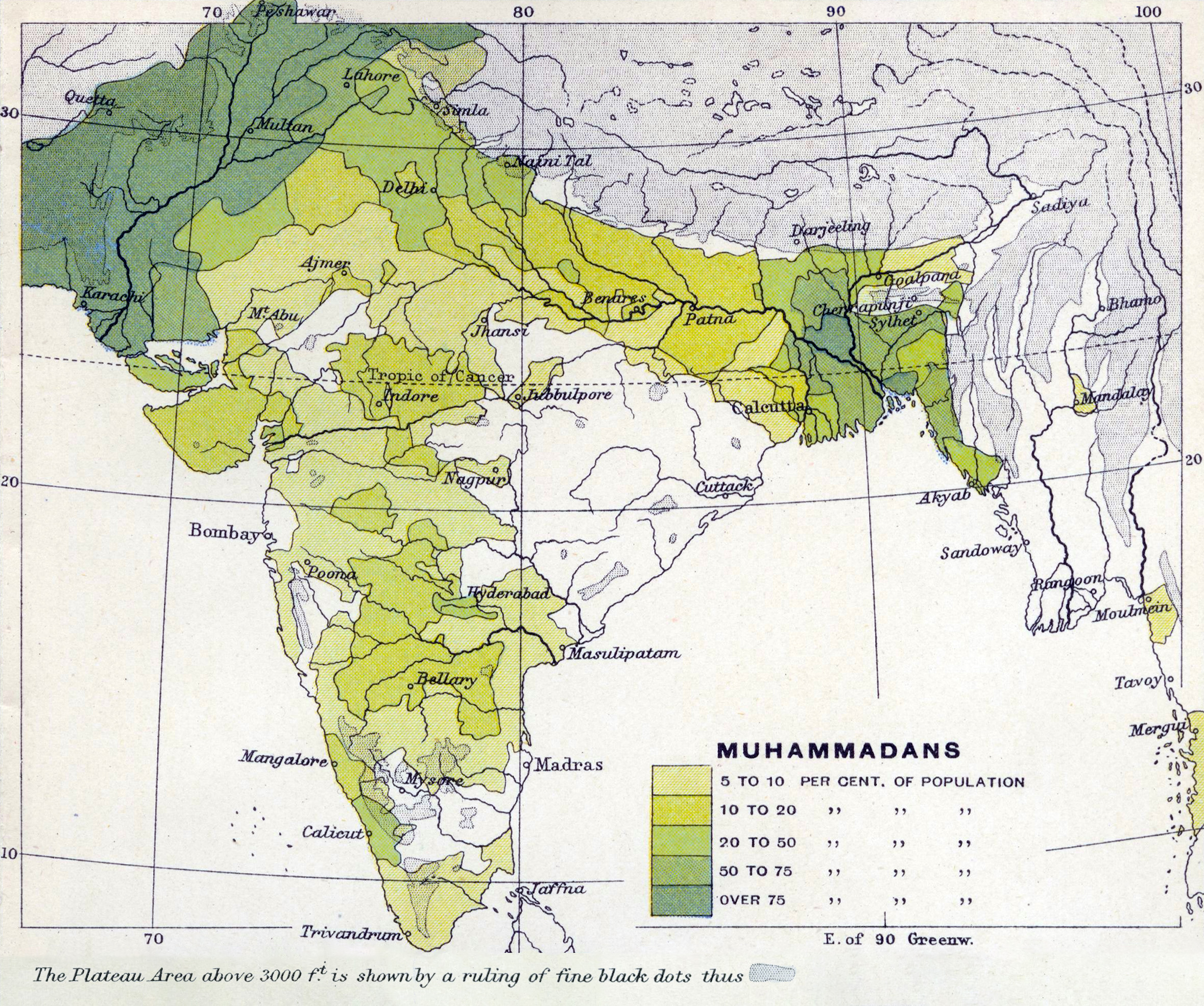
1909 Percentatge de musulmans el 1909.
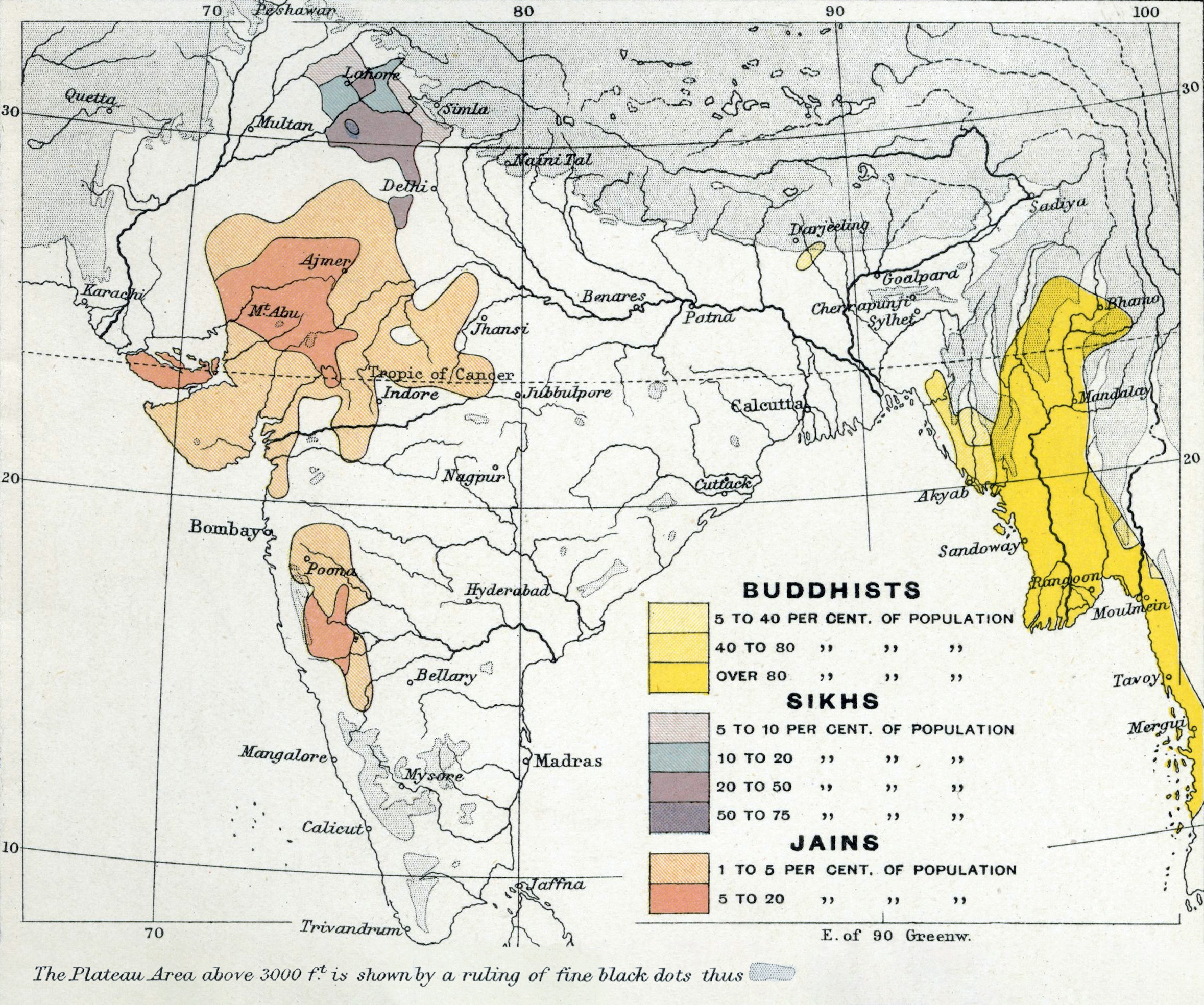
Percentatge de sikhs, budistes i jains el 1909.
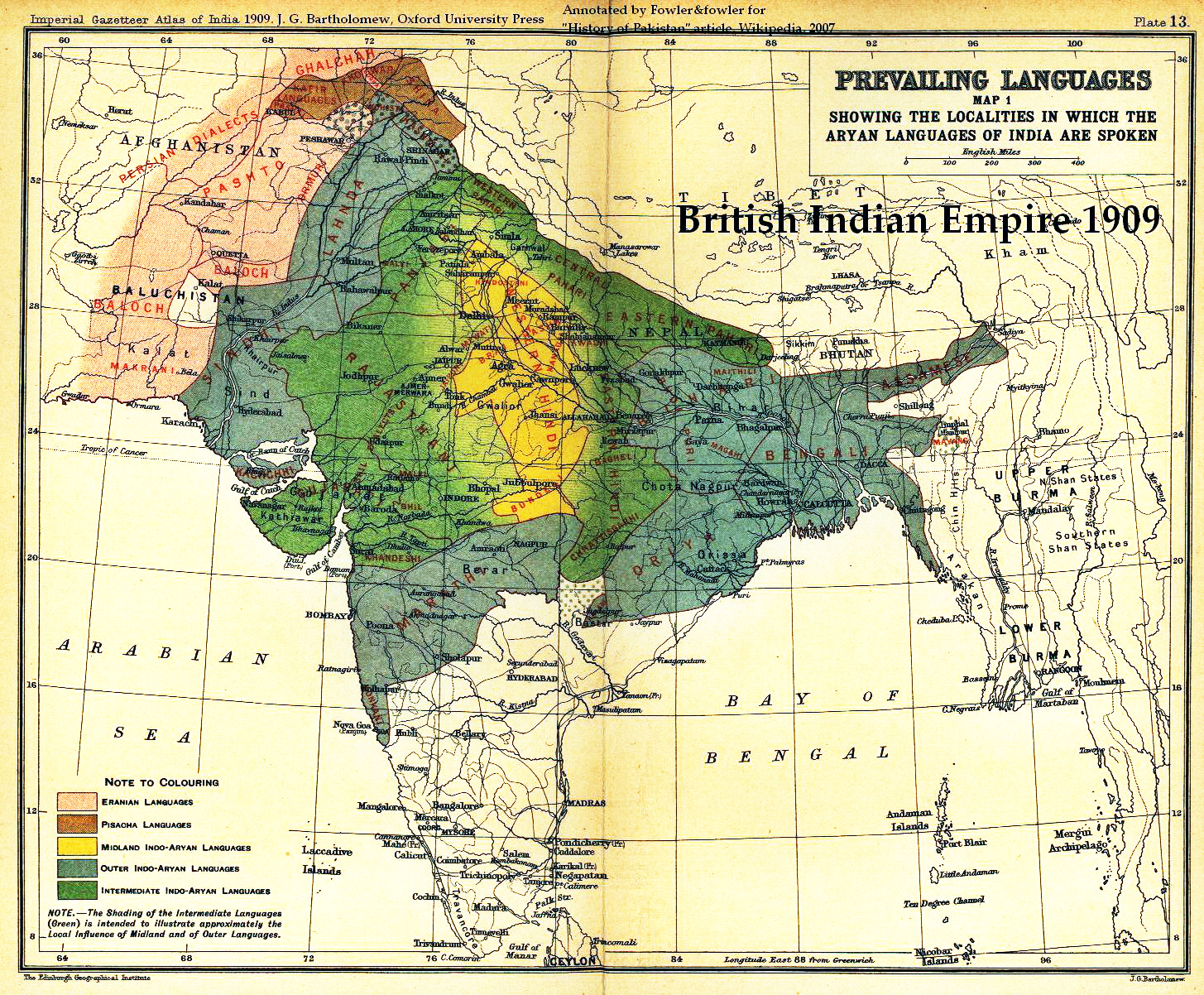
Llengües (àries) prevalents (Regió del Nord).
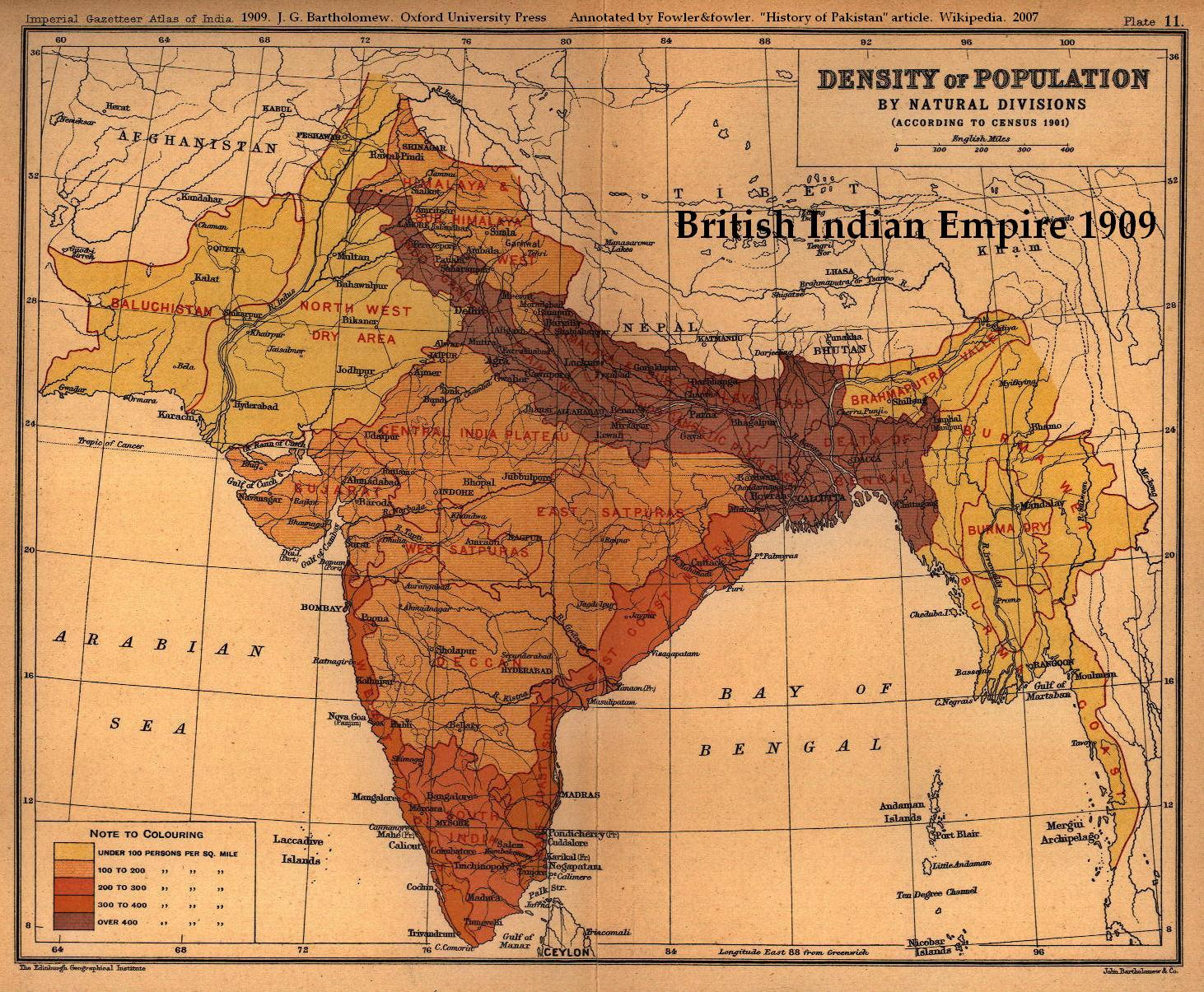
Densitat de població el 1901.

### 1932–1942
El 1940, Jinnah feu una declaració a la Conferència de Lahore que semblava cridar a una "nació" musulmana separada. Tanmateix, el document era ambigu i opac, i no evocava una nació musulmana en un sentit territorial. Aquesta idea, tanmateix, fou seguida pels musulmans i especialment hindús en els set anys següents, i donà un element més territorial. Tots els partits polítics musulmans incloent-hi el Khaksar Tehrik d'Allama Mashriqi s'oposaven a la partició de l'Índia Mashriqi fou arrestat el 19 de març de 1940.
Les organitzacions hindús, com el Hindu Mahasabha, tanmateix en contra de la divisió del país, també insistien en el mateix abisme entre hindús i musulmans. El 1937, a la 19a sessió del Hindu Mahasabha, celebrada a Ahmedabad, Savarkar en el seu discurs presidencial, afirmà:
| « | No es pot assumir que l'Índia, avui, sigui una nació unitària i homogènia, sinó que, ben al contrari, hi ha dues nacions en general - els hindús i els musulmans. | » |

La majoria dels líders de Congrés eren secularistes i s'oposaven resoltament a una divisió de l'Índia que tingués com a base les línies de religió. Mohandas Gandhi i Allama Mashriqi creien que hindús i musulmans podien i haurien de viure en la concòrdia. Gandhi s'oposava a la partició, tot dient,
| « | Tota la meva ànima es rebel·la contra la idea que Hinduisme i Islam representen dues cultures i doctrines antagòniques. Aprovar una mena de doctrina així és per a mi una negació de Déu. | » |

Durant anys, Gandhi i els seus partidaris lluitaren per mantenir els musulmans en el Partit de Congrés (va començar una important sortida de molts activistes musulmans durant els anys 1930), en un procés que enfurismà tant els nacionalistes hindús com els nacionalistes musulmans. (Gandhi fou assassinat poc després de la partició per un nacionalista hindú, Nathuram Godse, que creia que Gandhi estava apaivagant els musulmans a costa dels hindús.)

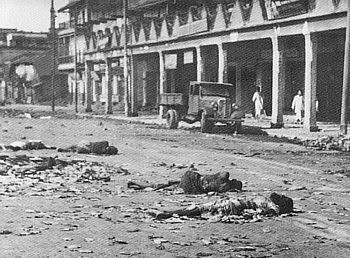
Disturbis a Calcuta el 1946

Els líders polítics i de la comunitat d'ambdues bandes fustigaven la sospita mútua i la por, la qual cosa va culminar en esdeveniments terribles com els aldarulls durant el Direct Action Day de la Lliga Musulmana, d'agost de 1946 a Calcuta, en el qual més de 5.000 persones van ser mortes i moltes més ferides. L'ordre públic es descomponia completament per tot el nord de l'Índia i Bengala, i creixia la pressió per buscar una partició política dels territoris com a manera d'evitar una guerra civil a gran escala.

### 1942–1946
Fins al 1946, la definició del Pakistan com a demanada per la Lliga era tan flexible que es podria haver interpretat com una nació sobirana, el Pakistan, o com un membre d'una Índia confederada.
Alguns historiadors creuen que Jinnah pretenia utilitzar l'amenaça de partició com a estratègia de negociació per guanyar més independència per a les províncies majoritàriament musulmanes a l'oest del centre dominat pels hindús.
L'administració colonial britànica no governava directament la totalitat del Raj britànic sinó per mitjà d'acords amb els governs locals. Es mantingueren diferents acords polítics: mentre les províncies es governaven directament, els Estats principescos governaven amb acords legals variables.
L'Administració Colonial Britànica constava del Secretari d'Estat per a l'Índia l'India Office, el Governador General de l'Índia i el Servei Civil Indi. Els britànics estaven a favor de quedar-se l'àrea unida. La Missió de 1946 va ser enviada per tal d'intentar arribar a un acord entre el Congrés i la Lliga Musulmana. Un acord que proposava un estat descentralitzat amb molt de poder atorgat als governs municipals va guanyar una acceptació inicial, però Nehru estava poc disposat a acceptar una mena d'estat descentralitzat com aquest i Jinnah aviat tornà a demanar un Pakistan independent.
Els partits polítics indis foren:
- Lliga Musulmana
- Partit Comunista de l'Índia
- Hindu Mahasabha,
- Congrés Nacional Indi
- Khaksar Tehrik
- Unionist Muslim League (principalment al Panjab).
- Majlis-e-Ahrar-ul-Islam

## La Partició: 1947

### Pla Mountbatten

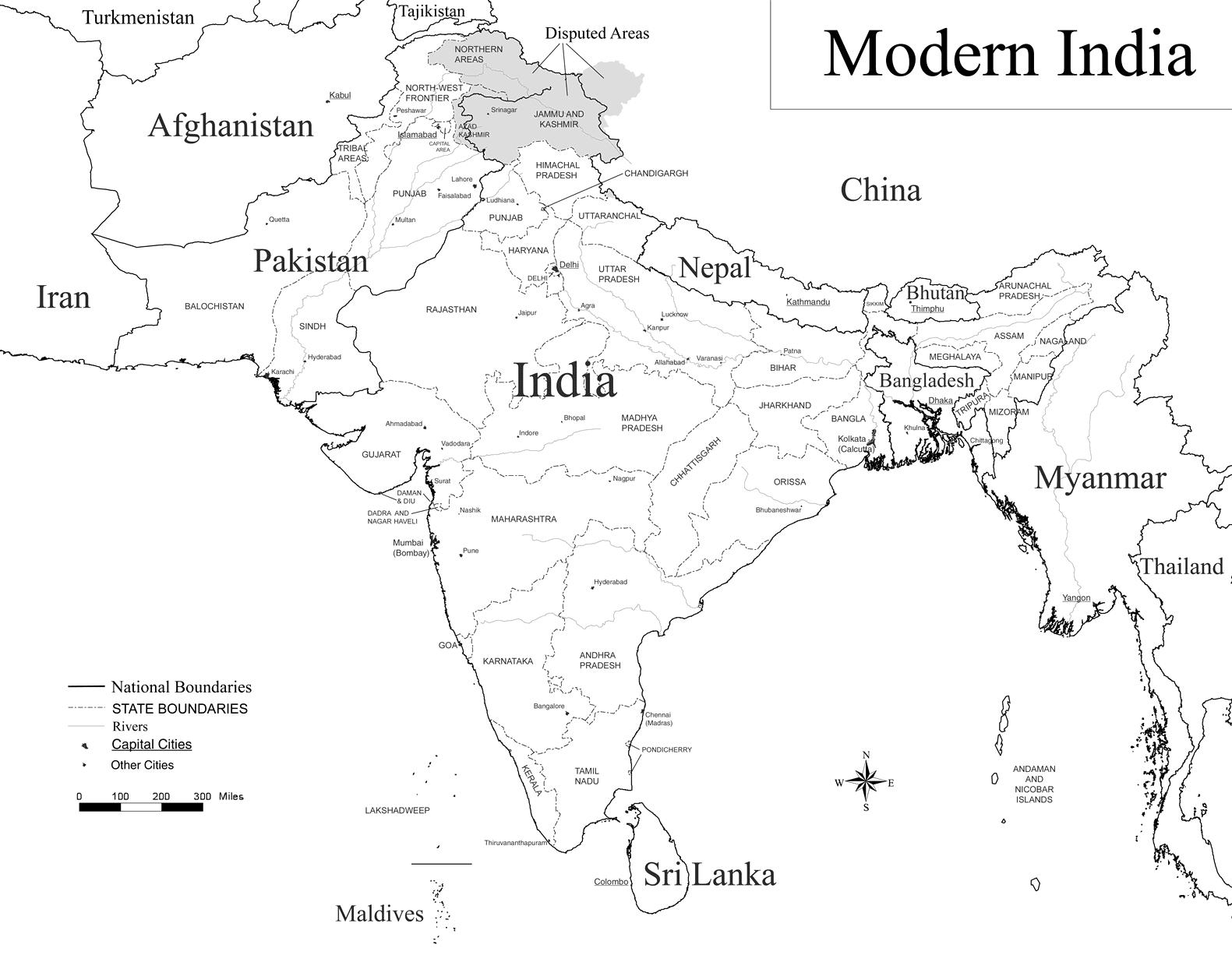
Països del modern subcontinent indi

La divisió actual entre els dos nous dominis es feu segons el que s'ha vingut a conèixer com a Pla del 3 de juny o Pla Mountbatten.
La frontera entre l'Índia i el Pakistan fou determinada per un informe d'un comissionat del Govern britànic, normalment conegut amb el nom de Línia Radcliffe per l'advocat londinenc, Sir Cyril Radcliffe, que el va escriure. El Pakistan venia a ser un estat amb dos enclavaments no contigus, Pakistan Oriental (avui Bangladesh) i Pakistan Occidental, separats geogràficament per l'Índia. L'Índia es formava fora de les regions de majoria hindú de la colònia, i Pakistan amb la majoria d'àrees musulmanes.
El 18 de juliol de 1947, el Parlament Britànic aprovava l'Acta d'Independència de l'Índia que enllestia l'arranjament de la partició. El Govern de l'Acta de l'Índia de 1935 s'adaptava per proporcionar un marc legal per als dos dominis nous. Després de la partició, el Pakistan sol·licità el seu ingrés a les Nacions Unides, que fou acceptat per l'Assemblea General el 30 de setembre de 1947. La unió formada per la combinació dels estats hindús assumí el nom Índia que automàticament li concedia el seient de l'Índia britànica (un membre de les Nacions Unides des de 1945) com a estat successor.
Als 625 Estats principescos se'ls donà l'opció d'ajuntar-se a un país o a un altre.

### Geografia de la partició: la Línia Radcliffe
El Panjab —; la regió dels cinc rius a l'est de l'Indus: Jhelum, Chenab, Ravi, Beas, i Sutlej —; consisteix en doabs interfluvials, o sigui, llengües de terra entre dos rius confluents. Aquests són el Sind-Sagar doab (entre l'Indus i el Jhelum), el Jech doab (Jhelum/Chenab), el Rechna doab (Chenab/Ravi), el Bari doab (Ravi/Beas), i el Bist doab (Beas/Sutlej). A principis de 1947, en els mesos que conduïren a les deliberacions de la Comissió dels Límits de Panjab, les principals àrees en disputa semblaven ser als doabs de Bari i Bist, encara que algunes àrees en el doab de Rechna eren reclamades pel Congrés i pels sikhs. En el doab de Bari, els districtes de Gurdaspur, Amritsar, Lahore, i Montgomery (Sahiwal) estaven tots en disputa.
Tots els districtes (a part d'Amritsar que era musulmà en un 46,5%) tenien majories musulmanes; per bé que, a Gurdaspur, la majoria musulmana, a un 51,1%, era més minsa. A una menor escala, només tres tehsils (subunitats d'un districte) en el doab de Bari tenien majories no musulmanes. Aquests eren: Pathankot (en l'extrem nord de Gurdaspur, que no estava en disputa), i Amritsar i Tarn Taran en districte d'Amritsar. A més a més, hi havia quatre tehsils de majoria musulmana a l'est de Beas-Sutlej (amb dos on els musulmans superaven en nombre hindús i sikhs junts).

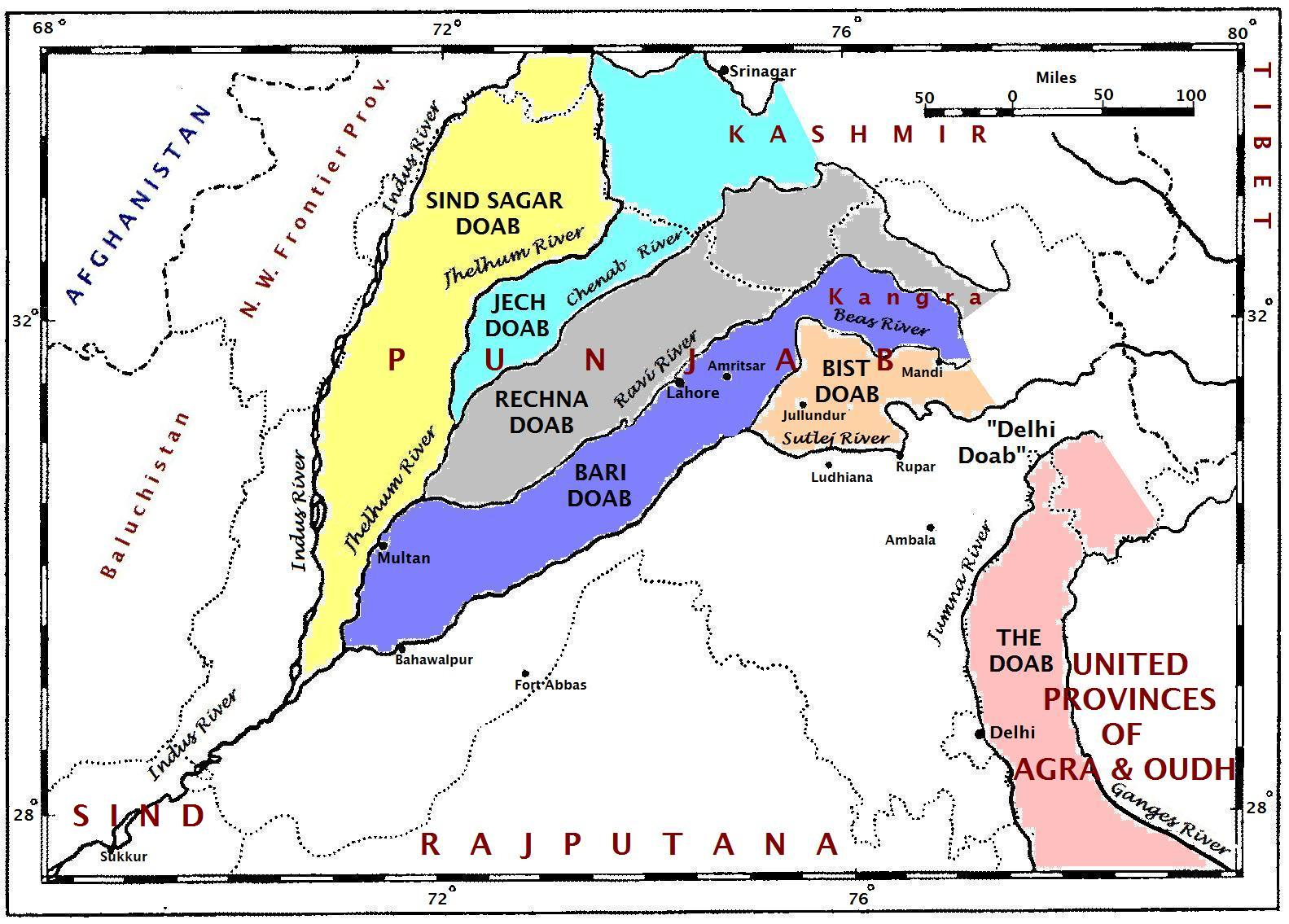
Un mapa de la regió del Panjab cap al 1947

Abans que la Comissió dels Límits comencés les audiències formals, es van establir governs per a les regions occidental i oriental del Punjab. Els seus territoris es dividiren provisionalment per "divisió nocional" basada en majories de districte simples. Tant al Panjab com a Bengala, la Comissió dels Límit constava de dos musulmans i dos jutges no musulmans amb Sir Cyril Radcliffe com a president comú.

La missió de la comissió de Panjab s'expressava generalment així: 

"Fer la demarcació dels límits de les dues parts del Panjab, sobre la base de constatar les àrees majoritàries contigües de musulmans i no-musulmans. Fent això, tindrà en compte altres factors."

Cap dels dos bàndols (els musulmans i el Congrés/Sikhs) no atorgaren gens de llibertat per negociar la seva reclamació a través de consell. Els jutges també no tenien cap mandat per comprometre's i sobre tots els assumptes essencials "es dividien de dos i dos, deixant a Sir Cyril Radcliffe l'odiosa tasca de prendre les decisions reals."

### Independència i intercanvis de població
En els mesos immediatament posteriors a la partició van tenir lloc intercanvis massius de població entre els dos estats novament formats. Una vegada que les línies van ser establertes, aproximadament 14,5 milions de persones travessaren les fronteres per tal d'aconseguir la seguretat relativa de la majoria religiosa. Segons el cens de persones desplaçades de 1951, 7.226.000 musulmans es desplaçaren cap al Pakistan des de l'Índia, mentre que 7.249.000 hindús i sikhs arribaren a l'Índia des del Pakistan immediatament després de la partició. Tanmateix, el flux net de musulmans des de la partició és des del Pakistan fins a l'Índia; el nombre de musulmans que van venir des del Pakistan per quedar-se a l'Índia fou superior al de musulmans que van deixar l'Índia per marxar al Pakistan.
Els governs novament formats estaven completament orfes de qualsevol mena d'equipament o infraestructura per assumir migracions de tal sorprenent magnitud, i la violència massiva i la massacre tenien lloc en els dos costats de la frontera. Les estimacions del nombre de morts varien entre uns 200,000-500,000 a la baixa, i fins a 1,000,000 si les estimacions es fan a l'alça.

### Panjab
L'estat indi del Panjab va ser creat el 1947 quan la Partició de l'Índia va dividir l'anterior Província britànica del Panjab entre l'Índia i el Pakistan. La part occidental principalment musulmana de la província esdevingué la província pakistanesa del Panjab; la part oriental, majoritàriament sikh i hindú, es convertí en l'estat indi del Panjab. Molts hindús i sikhs vivien a l'oest, i molts musulmans vivien a l'est, de manera que la partició comportà molta gent desplaçada i molta violència intercomunal.
Lahore i Amritsar eren en el centre del problema; els britànics no estaven segurs si havien de formar part de l'Índia o del Pakistan. Finalment decidiren donar Lahore al Pakistan, mentre Amritsar passaria a formar part de l'Índia.

### Bengala
La província de Bengala també va ser dividida en dues entitats separades: Bengala Occidental que pertanyia a l'Índia, i en Bengala Oriental que pertanyia al Pakistan. Bengala oriental va ser rebatejada com a Pakistan Oriental el 1955, i més tard es convertia en l'actual nació independent de Bangladesh després de la Guerra d'Alliberament de Bangladesh del 1971.
Mentre el districte majoritàriament musulmà de Murshidabad va ser atribuït a l'Índia, el districte majoritàriament hindú de Khulna i la divisió de Chittagong majoritàriament budista foren donats al Pakistan.

### Sind
Els hindús sindhi esperaven quedar-se a Sind després de la Partició, atès que hi havia bones relacions entre els musulmans i els hindús que vivien a la regió. En el moment de la Partició hi havia 1,400,000 hindús sindhis, encara que molts es concentraven a les ciutats com Hyderabad, Karachi, Shikarpur, i Sukkur. Tanmateix, a causa d'un futur incert en un país musulmà, un sentiment de millors oportunitats a l'Índia, i sobretot una afluència sobtada de refugiats musulmans de Gujarat, Uttar Pradesh, Bihar, Rajputana (Rajasthan) i altres parts de l'Índia, molts sindhi hindús decidiren anar-se'n a l'Índia.
Els problemes s'agreujaren més quan van esclatar incidents violents, instigats pels refugiats musulmans indis en Karachi i Hyderabad. Segons el cens de l'Índia de 1951, gairebé 776,000 sindhi hindús haurien emigrat a l'Índia. A diferència dels hindús i sikhs del Panjab, els hindús i skhs sindhi no havien estat testimonis d'aldarulls a escala massiva; tanmateix, la seva província sencera se n'havia anat al Pakistan i, per tant, se sentien com una comunitat sense sostre. Malgrat aquesta migració, una significativa població sindhi hindú encara resideix a la província de Sindh del Pakistan.

### Hyderabad
L'Estat de Hyderabad tenia una població majoritàriament hindú, el Nizam volia accedir a Pakistan o si això no era possible seguir sent independent. No obstant això, aquesta decisió era inacceptable per a l'Índia, així que el 1948 les forces armades índies s'enfrontaren a les de l'Estat de Hyderabad i va acabar amb el govern del Nizam, annexant així l'estat a la Unió Índia.

### Junagadh
Nawab Saheb Sir Muhmmad Mahabat Khanji III Rasul Khanji de Junagadh, un estat principesc situat a l'extrem sud-occidental de l'Índia va optar per adherir-se al Pakistan. L'Índia va afirmar que Junagadh no era contigu al Pakistan i es va negar a acceptar la imposició del Nawab d'adhesió a Pakistan. Nawab va argumentar que Junagadh podien accedir a Pakistan per mar. Índia va tallar el subministrament de combustible i el carbó de Junagadh, va tallar les connexions aèries i els serveis postals, va enviar tropes a la frontera, i va ocupar els principats de Mangrol i Babriawar que s'havien adherit a l'Índia. Finalment, l'estat fou ocupat per l'Índia i annexionat el 9 de novembre de 1947 i el 24 de febrer de 1948 un referèndum va aprovar la unió a l'Índia que va entrar formalment en vigor l'endemà.

### Illes Lacadives
Sota els britànics, les Illes Lacadives, posteriorment reanomenades com a Lakshadweep, que formaven part del Districte de Malabar de la Presidència de Madràs a l'Índia britànica, van ser transferides completament al nou domini de l'Índia. Tanmateix, les illes tenien una substancial majoria musulmana, la qual cosa va fer témer Sardar Patel que el nou estat del Pakistan pogués cercar alguna mena de reivindicació sobre elles, fins i tot tenint en compte que es trobaven molt lluny de la resta del Pakistan. Els habitants de les illes van restar al marge del corrent principal del país i només van rebre confirmació de la independència de l'Índia uns quants dies després del 15 d'agost de 1947. Patel envià un vaixell de la Marina Índia a les illes per tal d'hissar la bandera nacional índia, amb l'objectiu de frustrar qualsevol intent per part del Pakistan d'apoderar-se de l'illa. Poques hores més tard, es van veure vaixells de l'Armada del Pakistan prop de les illes, però aquests es van retirar en veure la presència de la Marina Índia i la bandera de l'Índia onejant.

### El conflicte del Caixmir
El Principat de Jammu i Caixmir tenia una majoria població musulmana de més del 80% al conjunt de l'estat. Quan es va decidir la independència i partició de l'Índia (17 de juny de 1947) i que els estats podrien adherir-se a un o altre o ser independents, Hari Singh, maharajà de l'antic estat principesc, va retardar la decisió perquè volia ser independent (juny de 1947). L'agost els britànics es van retirar. Però la revolta musulmana i la creació de l'Azad Kashmir Movement, va provocar el pànic al maharajà, que va alliberar Abdullah i va cridar al govern indi en ajut; es va traslladar a Jammu i va signar el document d'accessió el 26 d'octubre de 1947 i l'endemà forces índies foren enviades al país (27 d'octubre). El 1948 van posar fi a la rebel·lió, gràcies en part al suport d'Abdullah. Xeikh Abdullah va encapçalar l'administració d'emergència el 31 d'octubre de 1947. El 1949 l'ONU va determinar que hi havia d'haver un plebiscit a Caixmir.

## Perspectives
La Partició fou un arranjament altament controvertit, i roman una causa de molta tensió al subcontinent avui. El Virrei britànic, Lluís Mountbatten ha estat acusat nos sols d'accelerar el procés, sinó que també es considera que va influir en la delimitació de la Línia Radcliffe en favor de l'Índia, des del moment que tothom acceptava que l'Índia seria un país més desitjable per a molts. Tanmateix, la comissió va trigar molt de temps en decidir-se per un límit final que garantís a ambdues nacions la seva independència fins i tot abans que hi hagués un límit definit entre elles.

Alguns crítics al·leguen que la pressa britànica conduí a les crueltats de la Partició. Atès que la independència fou declarada prior a la Partició real, corresponia als nous governs de l'Índia i el Pakistan de fer-se càrrec de l'ordre públic. No es preveia cap gran moviment de població; el pla cridava a la salvaguarda de les minories a ambdós costats de la frontera nova. Fou una tasca en què fracassaren ambdós estats. Hi havia una absència total de llei i ordre; molts moriren en aldarulls, massacres, o tan sols per les dificultats del seu vol fins a la seguretat. El que en resultà fou un dels moviments de població més grans de què es té constància en la història. Segons Richard Symonds
| « | pel capbaix, un milió de persones van morir i vint milions van quedar sense sostre | » |

Tanmateix, alguns sostenen que els britànics es van veure forçats a expedir la Partició per esdeveniments sobre el terreny. La llei i l'ordre ja s'havien trencat molts cops abans de la Partició, amb molt d'acarnissament per ambdues bandes. Hi havia l'amenaça d'una guerra civil massiva abans de l'època en què Mountbatten es convertís en Virrei. Després de la Segona Guerra Mundial, la Gran Bretanya havia limitat recursos, potser d'una manera insuficient, en la del manteniment de l'ordre. Un altre punt de vista és pensar que Mountbatten podria haver estat massa precipitat pel fet que no disposava d'opcions reals i que va aconseguir el millor que va poder en circumstàncies difícils. L'historiador Lawrence James coincideix en el fet que en 1947 Mountbatten quedava sense altra opció que no fos "tallar i córrer". L'alternativa semblava ser la implicació en una guerra civil potencialment sagnant de la qual seria difícil sortir-ne.
Els elements conservadors a Anglaterra consideren que la partició de l'Índia és el moment en què l'Imperi Britànic deixà de ser una potència mundial, després del dictum de Curzon que "mentre ens aferrem a l'Índia, som un poder de primer nivell. Si perdem l'Índia, declinarem fins a un poder de tercer nivell."

## Refugiats Delhi Panjabi
S'estima que uns 25 milions d'hindús, musulmans i sikhs (1947 - present) travessaren les noves fronteres per arribar a les seves pàtries noves. Aquests pressuposts es basen en comparacions de censos de 1941 i 1951 amb ajustaments per al creixement demogràfic normal en les àrees de migració. A Índia del nord - Punjab indivís i Província de la Frontera Occidental Nord - gairebé 12 milions van ser forçats a moure's en una data tan primerenca com el març de 1947 després de la violència de Rawalpindi.
Delhi rebé el nombre més gran de refugiats per a una única ciutat - la població de Delhi creixé ràpidament el 1947 de menys d'1 milió (917.939) a una mica menys de 2 milions (1.744.072) entre el període 1941-1951. Els refugiats s'allotjaven en diverses localitzacions històriques i militars com l'Antic Fort Purana Qila, Fort Vermell, i casernes militars a Kingsway (al voltant de l'actual universitat de Delhi). L'últim es convertí en el lloc d'un dels camps de refugiats més grans a Índia del nord amb més de 35.000 refugiats en algun moment donat a més a més de camp Kurukshetra prop de Panipat.
Els indrets on s'ubicaven els camps foren més tard convertits en allotjament permanent durant extensos projectes d'edificació empresos pel Govern de l'Índia des de 1948 en endavant. Un cert nombre de colònies d'allotjament a Delhi sorgiren al voltant d'aquest període com Lajpat Nagar, Rajinder Nagar, Nizamuddin East, Punjabi Bagh, Rehgar Pura, Jungpura i Kingsway Camp.
Per a aquest gran nombre de gent es van crear un seguit d'esquemes, com ara la provisió d'educació, oportunitats de feina, préstecs fàcils per començar negocis, etc. Els refugiats de Delhi, tanmateix, podien fer ús d'aquestes instal·lacions molt millors que les dels seus homòlegs en qualsevol altre lloc.

## Refugiats instal·lats a l'Índia
Molts sikhs i panjabis hindús s'instal·laren en les parts índies del Panjab i Delhi. Els hindús provenien del Pakistan Oriental (ara Bangladesh i s'assentaren per l'Índia Oriental i l'Índia del nord-est; molts anaren parar a estats propers com ara Bengala Occidental, Assam, i Tripura. Alguns immigrants van ser enviats a les illes d'Andaman.
Els hindús del Sind es trobaren sense una pàtria. La responsabilitat de rehabilitar-los fou assumida pel seu govern. Els camps de refugiats s'establiren per als hindús del Sind.
Molts refugiats superaren el trauma de la pobresa, encara que la pèrdua d'una pàtria ha tingut un efecte més profund i durador sobre la seva cultura sindi.
A finals del 2004, la diàspora del Sind s'oposà de manera sorollosa a un litigi d'interès públic presentat davant la Cort Suprema de l'Índia que demanava al Govern de l'Índia que suprimís la paraula "Sind" de l'Himne Nacional Indi (escrit per Rabindranath Tagore abans de la partició) sobre la base d'haver violat la sobirania del Pakistan.

## Refugiats instal·lats al Pakistan

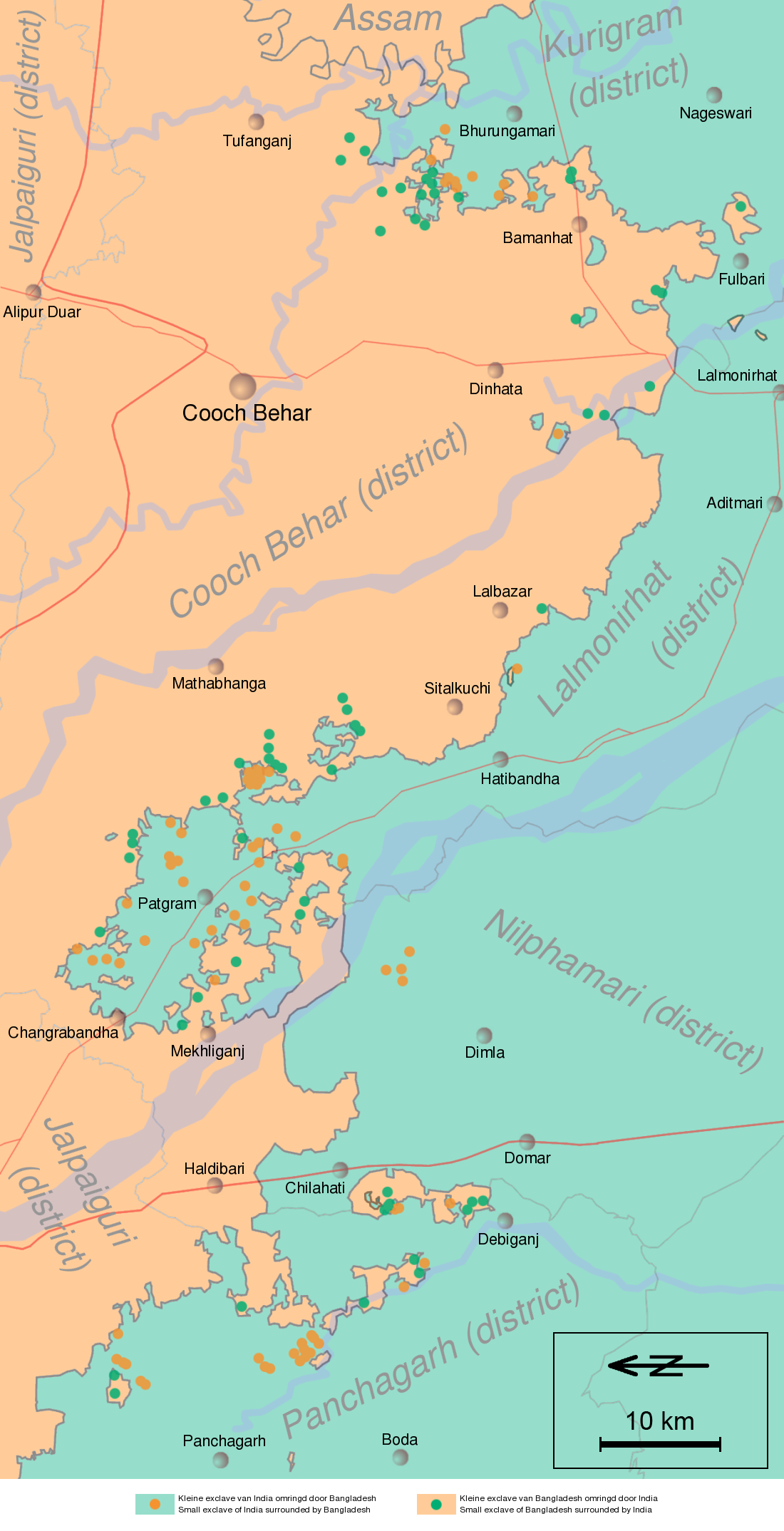
Enclavaments indo-pakistaneso-orientals, posteriorment enclavaments indobangladeshos creats per la partició

Com a conseqüència de la partició, es va produir un gegantí intercanvi de població entre els nous estats recentment formats. Aproximadament 14.5 milions de persones travessaren les fronteres, incloent-hi 7.000.226 que arribaren al Pakistan des de l'Índia mentre foren 7.249.000 els hindús i sikhs que se n'anaren a l'Índia des del Pakistan. Aproximadament 5.5 milions s'instal·laren a Panjab pakistanès i al voltant d'1,5 milions s'instal·laren al Sind.
La majoria dels refugiats que s'instal·laren a Panjab pakistanès provenien del Panjab indi, Haryana, Himachal Pradesh, Jammu i Caixmir i Rajasthan. La majoria dels refugiats que arribaren al Sind venien de centres urbans del nord i centrals de l'Índia, Uttar Pradesh, Bihar, Madhya Pradesh, Gujarat i Rajasthan via Wahga i frontera amb Munabao; tanmateix un nombre limitat de muhajirs també arribaren per avió i en vaixells. La gent que desitjava anar-se'n a l'Índia des de tot arreu Sindh esperava la seva sortida a l'Índia per vaixell al Temple de Swaminarayan a Karachi i fou visitada per Muhammad Ali Jinnah, el fundador del Pakistan.
La majoria dels refugiats urdú-parlants que emigraren després de la independència s'instal·là a la ciutat portuària de Karachi al Sind del sud i a les ciutats de Hyderabad, Sukkur, Nawabshah i Mirpurkhas. També un bon nombre d'urdú-parlants s'instal·laren a les ciutats del Panjab principalment a Lahore, Multan, Bahawalpur i Rāwalpindi. El nombre d'immigrants a Sindh arribà a més de 540.000 del qual dos terços era urbà. En el cas de Karachi, des d'una població de prop de 400.000 persones el 1947, es passà a més d'1,3 milions el 1953.
L'antic president del Pakistan, general Pervez Musharraf, nasqué en el Nagar Vali Haveli en Daryaganj, Delhi, Índia. Diversos anteriors líders pakistanesos també nasqueren en regions que són actualment a l'Índia. El primer ministre del Pakistan, Liaqat Ali Khan nasqué a Karnal (ara en Haryana). El governador durant 7 anys i administrador de la llei marcial de la província més gran del Pakistan, Balutxistan Oriental, general Rahimuddin Khan, nasqué en la ciutat predominantment paixtu de Kaimganj, que ara és a Uttar Pradesh. El general Muhammad Zia-ul-Haq, que arribà al poder mitjançant un cop militar el 1977, nasqué a Jalandhar, Panjab Oriental. Les famílies dels quatre homes optaren pel Pakistan en el moment de la partició.

### Internacional
Since Partition, with the riots and killings between the two religious communities, India and Pakistan have struggled to maintain relations. One of the biggest debates occur over the disputed region of Kashmir, over which there have been 3 wars and the reasons for the wars have related only to the confusion over partition. There have been four Indo-Pakistani wars:
Des de la partició, tot i els aldarulls i assassinats entre les dues comunitats religioses, l'Índia i el Pakistan han lluitat per mantenir relacions. Un dels debats més grans s'esdevé sobre la regió en disputa del Caixmir, sobre la qual hi ha hagut 3 guerres i les raons per a les guerres s'han referit només a la confusió sobre partició. Hi ha hagut quatre guerres indopakistaneses:
- Guerra indopakistanesa de 1947: El govern pakistanès donava suport a grups tribals i les tropes envaïren el Caixmir, que havia estat donat anteriorment a l'Índia pel governant de l'Estat Principesc, Hari Singh, malgrat el fet que tenia una majoria musulmana. Les Nacions Unides establiren un estancament.
- Guerra indopakistanesa de 1965: El govern pakistanès donà suport a les guerrilles que envaïren la part del Caixmir administrada per l'Índia. Es considera generalment que l'Índia va tenir la mà guanyadora quan es va anunciar un alto el foc.[26]
- Guerra indopakistanesa de 1971: Després que l'Índia anunciés el seu suport per als bengalís al Pakistan Oriental, el Pakistan llançà diversos atacs aeris contra l'Índia. L'Índia finalment capturà 13.000 quilòmetres quadrats de territori del Pakistan (que més tard retornà com a gest de bona voluntat) i el Pakistan fou dividit amb la creació de Bangladesh.
- Conflicte del Kargil de 1999: Les tropes pakistaneses i grups rebels envaeixen la part del Caixmir que administra l'Índia durant l'hivern, quan els llocs de vigilància a les altes muntanyes estaven desocupats. L'Índia recupera tot el territori perdut.[27]

L'Índia i el Pakistan també han participat en una cursa armamentista nuclear que en temps recents ha amenaçat d'esclatar en una guerra nuclear.
La frontera britànico-tibetana, que serpentejava a través de l'Himàlaia, mai no s'havia examinat de manera definitiva o no s'havia marcat. Índia, com a hereva d'una llarga extensió de les fronteres britàniques, i la República Popular de la Xina, que envaí el Tibet, finalment toparen, la qual cosa conduí a la guerra sino-índia de 1962.

### Conseqüències a nivell intern
La violència entre hindús i musulmans no s'aturà amb la partició. Els hindús bengalís i musulmans foren igualment massacrats en les atrocitats de 1971. Els hindús que es van quedar al Pakistan han estat igualment perseguits. Similarment, els musulmans a l'Índia han experimentat nombrosos episodis de violència comunal, com ara els episodis de violència al Gujarat el 2002.
La integració de les poblacions de refugiats en els seus nous països no ha estat exempta de problemes. Alguns parlants d'urdú que van emigrar al Pakistan s'han queixat que l'administració els discrimina quant a l'accés a una feina en el sector públic. El conflicte polític municipal a Karachi, la ciutat més gran del Pakistan, sovint oposà els sindis natius contra els immigrants. Sindhi, Els bengalís del Sind i els refugiats panjabis a l'Índia també experimentaren la pobresa, atès que en bona part arribaven amb les mans buides. Tanmateix, 50 anys després de la partició, gairebé tots els exrefugiats han aconseguit reconstruir les seves vides.
Totes les quatre nacions que resultaren de la Partició de l'Índia han hagut de tractar amb conflictes civils endèmics. Dins de l'Índia, aquests han estat en gran part a causa de malestar interreligiós i forces disruptives. El malestar civil dins de l'Índia inclou:
- Conflicte civil en els Set Estats Germans de l'Índia del nord-est
- Malestar naxalita a Andhra Pradesh (Índia)
- El moviment separatista sikh dels anys 1980 que des de llavors ha esdevingut gairebé inexistent.[32]
- Terrorisme a Jammu i Caixmir que ha ocasionat una neteja ètnica[33][34][35][36][37][38] dels hindús del Caixmir i massacres contra hindús com les de Wandhama i Kaluchak. Hi ha proves sobrades de la implicació del govern pakistanès (i sobretot dels seus poderosos serveis secrets) en aquest conflicte, que haurien estat armant els rebels.[39][40][41]

L'últim exemple de malestar, el terrorisme al Caixmir, es relaciona i es refereix amb el Conflicte al Caixmir en curs tant Índia com Pakistan. Dins del Pakistan, el malestar és principalment a causa de qüestions ètniques, amb bengalís, balutxis i paixtus tot competint per obtenir més representació dins del Pakistan i en alguns casos la creació d'un estat independent.
- El 1971 Guerra d'Alliberament de Bangladesh i la subsegüent guerra indopakistanesa de 1971 que conduí a la posterior partició del Pakistan.
- El moviment dels mohajir al Pakistan i aldarulls a Karachi
- El conflicte del Balutxistan Oriental al Pakistan
- El moviment del Paixtunistan al Pakistan
- El conflicte del Waziristan al Pakistan

### Actual demografia religiosa de la mateixa Índia i antics Pakistan Occidental i Oriental
Malgrat les enormes migracions durant i després de Partició, la secular i federal Índia és encara la llar de la tercera població musulmana més gran al món (després d'Indonèsia i el Pakistan - vegeu estimacions més avall). L'antic Pakistan Occidental, actual Pakistan islàmic, per contra, té una població minoritària molt més petita. La seva distribució religiosa es pot veure també a continuació. Pel que fa a Bangladesh, l'antic Pakistan Oriental, la porció no musulmana és una mica més gran:
India (Estimació 2006: 1,095 milions vs. cens de 1951: 361 milions)
- 80,5% Hindús (839 milions)
- 13,10% Musulmans (143 milions)
- 2,31% Cristians (25 milions)
- 2,00% Sikhs (21 milions)
- 1,94% Budistes, jainites, parsis i altres (20 milions)

Pakistan (Estimació 2005: 162 milions vs. cens de 1951: 34 milions)
- 98,0% Musulmans (159 milions)
- 1,0% Cristians (1,62 milions)
- 1,0% Hindús, sikhs i altres (1,62 milions)

Bangladesh (Estimació del 2005: 144 milions vs. cens de 1951: 42 milions)
- 86% Musulmans (124 milions)
- 13% Hindús (18 milions)
- 1% Cristians, budistes i animistes (1,44 milions)

Les dues nacions han assimilat en gran manera els refugiats.

## Descripcions artístiques de la Partició
A més a més d'una enorme literatura històrica sobre la Partició, hi ha també un cos extens de treball artístic (novel·les, contes, la poesia, pel·lícules, juga, pintures, etc.) que tracten imaginativament del dolor i horror de l'esdeveniment.

## Bibliografies
- Bibliografia seleccionada. Investigació sobre la partició de l'Índia. Compilat per Vinay Lal, del Departament d'Història de la UCLA (University of California at Los Angeles)
- Una llista seleccionada de publicacions índies sobre la partició de l'Índia (Panjab i Bengala) Arxivat 2006-09-11 a Wayback Machine.; University of Virginia
- South Asian History: Colonial India — University of California, Berkeley Col·lecció de documents de l'Índia colonial, independència i partició.
- Nacionalisme indi — Fordham University arxiu de documents rellevants de domini públic.